# Przejście graniczne Czeremcha-Čertižné
Przejście graniczne Czeremcha-Čertižné – polsko-słowackie przejście graniczne na szlaku turystycznym położone w województwie podkarpackim, w powiecie krośnieńskim, w gminie Jaśliska (do 31 grudnia 2009), w gminie Dukla, w miejscowości Czeremcha, na przełęczy Beskid nad Czeremchą, zlikwidowane w 2007.

## Opis
Przejście graniczne Czeremcha-Čertižné zostało utworzone 1 lipca 1997 w rejonie znaku granicznego nr I/141. Czynne było w godz. 8.00–20.00 w okresie letnim (kwiecień–wrzesień) i w godz. 9.00–16.00 w okresie zimowym (październik–marzec). Dopuszczony był ruch pieszych, rowerzystów i osób korzystających z wózków inwalidzkich. Odprawę graniczną i celną wykonywały organy Straży Granicznej. Doraźnie kontrolę graniczną i celną osób, towarów oraz środków transportu wykonywała Strażnica SG w Jaśliskach.
21 grudnia 2007 na mocy układu z Schengen przejście graniczne zostało zlikwidowane.
W tym samym miejscu również funkcjonowało przejście graniczne małego ruchu granicznego Jaśliska-Čertižné.
Do przekraczania granicy państwowej z Republiką Słowacką na szlakach turystycznych uprawnieni byli obywatele następujących państw:

1. Księstwo Andory
2. Republika Austrii
3. Królestwo Belgii
4. Republika Czeska
5. Republika Grecji
6. Królestwo Danii
7. Republika Estonii
8. Republika Finlandii
9. Republika Francuska
10. Królestwo Hiszpanii
11. Królestwo Niderlandów
12. Państwo Izrael
13. Japonia
14. Republika Irlandii
15. Republika Islandii
16. Kanada
17. Księstwo Liechtensteinu
18. Wielkie Księstwo Luksemburga
19. Republika Litewska
20. Republika Łotewska
21. Księstwo Monako
22. Republika Federalna Niemiec
23. Królestwo Norwegii
24. Republika Portugalska
25. San Marino
26. Republika Słowenii
27. Stany Zjednoczone Ameryki Północnej
28. Konfederacja Szwajcarska
29. Królestwo Szwecji
30. Republika Węgierska
31. Zjednoczone Królestwo Wielkiej Brytanii i Irlandii Północnej
32. Watykan
33. Republika Włoska
34. Republika Cypryjska[4]
35. Republika Malty[4].

### Przejście graniczne z Czechosłowacją
W II RP istniało polsko-czechosłowackie przejście graniczne Czeremcha-Velke Čertižne (miejsce przejściowe po drogach ulicznych), w rejonie słupów granicznych nr 10/11, 10/12. Był to punkt przejściowy z prawem dokonywania odpraw mieszkańców pogranicza, bez towarów w czasie i na zasadach obowiązujących urzędy celne, ustawione przy drogach kołowych. Dopuszczony był mały ruch graniczny. Przekraczanie granicy odbywało się na podstawie przepustek: jednorazowych, stałych i gospodarczych.